# Pseudochazara ulrikeae
Pseudochazara ulrikeae är en fjärilsart som beskrevs av Kocak 1978. Pseudochazara ulrikeae ingår i släktet Pseudochazara och familjen praktfjärilar. Inga underarter finns listade i Catalogue of Life.